# Angel Airlines
Angel Airlines (im Außenauftritt Angel Air) war eine in Bangkok, Thailand beheimatete Airline. Sie wurde als zweite nationale Fluggesellschaft gehandelt, operierte danach jedoch als Frachtgesellschaft.

## Geschichte
Die Fluggesellschaft wurde 1997 gegründet und begann mit dem Flugbetrieb am 21. September 1998 mit der Route Bangkok – Chiang Mai. Sie erhielt eine Lizenz für Linien und Charterflüge in Thailand und für Internationale Frachtflüge. Die Passagierflüge wurden im Juni 2000 aufgegeben und Frachtflüge aufgenommen. Im Jahr 2006 wurde der Flugbetrieb endgültig eingestellt.

## Zuvor eingesetzte Flugzeuge
Angel Airlines setzte folgende Flugzeugtypen ein:
- Airbus A300-600
- Boeing 737-400
- Boeing 737-400
- Boeing 757-200
- Lockheed L-1011 TriStar